# 二氟二氧化钼
二氟二氧化钼是一种无机化合物，化学式为MoF2O2，它是具有反磁性的白色固体。它在气态为四面体构型，固态是由Mo3F6O6单体连接的三棱柱链的配位聚合物，其氟离子与氧离子的位置是无序的。